# Bocana
Bocana là một chi bướm đêm thuộc họ Erebidae.

## Selected Species
- Bocana manifestalis Walker, 1858